# Eddy Tiel

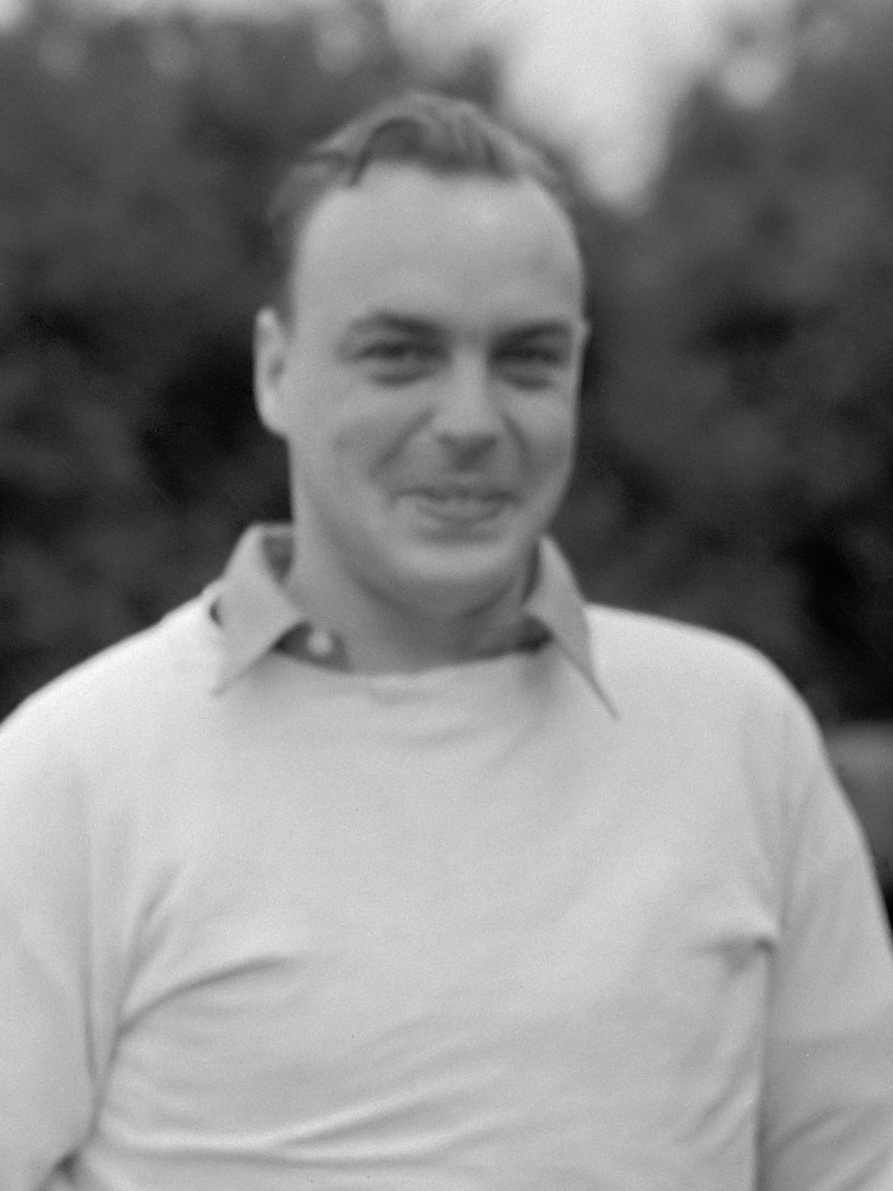
Eddy Tiel (1952)

Eduard „Eddy“ Herbert Tiel (* 29. Dezember 1926 in Den Haag; † 21. Februar 1993 in Emst) war ein niederländischer Hockeyspieler, der bei den Olympischen Spielen 1948 die Bronzemedaille und bei den Olympischen Spielen 1952 die Silbermedaille gewann.

## Karriere
Eddy Tiel spielte als Mittelfeldspieler für den Haagsche Hockey & IJshockey Club (HHIJC) (heute aufgegangen im HC Klein Zwitserland), der Ende der 1940er Jahre und Anfang der 1950er Jahre viermal niederländischer Meister wurde.
1948 bei den Olympischen Spielen in London belegten die Niederländer in der Vorrunde den zweiten Platz hinter der pakistanischen Mannschaft, wobei Pakistan das Spiel gegen die Niederlande mit 6:1 gewonnen hatte. Im Halbfinale setzte sich die indische Mannschaft gegen die Niederländer durch, die britische Mannschaft besiegte Pakistan. Das erste Spiel um Bronze zwischen den Niederlanden und Pakistan endete 1:1, im Wiederholungsspiel gewannen die Niederländer mit 4:1 und erhielten die Bronzemedaille.
Bei den Olympischen Spielen 1952 in Helsinki nahmen nur zwölf Mannschaften am Hockeyturnier teil. In der ersten Runde erhielten vier Mannschaften ein Freilos, darunter die Niederländer. Im Viertelfinale besiegten die Niederländer die deutsche Mannschaft mit 1:0. Ebenfalls mit 1:0 endete das Halbfinale gegen die pakistanische Mannschaft, den entscheidenden Treffer erzielte Leonard Wery. Im Finale unterlagen die Niederländer der indischen Mannschaft mit 1:6.